# Асептический менингит
Асептический менингит (англ. Aseptic meningitis) — это воспаление мозговых оболочек, оболочки, покрывающей головной и спинной мозг, у пациентов с отрицательным результатом анализа спинномозговой жидкости при рутинных бактериальных культурах. Асептический менингит вызывается вирусами, микобактериями, спирохетами, грибками, лекарствами и злокачественными новообразованиями.
Тестирование как на менингит, так и на асептический менингит в основном одинаково. Образец спинномозговой жидкости берется путем люмбальной пункции и проверяется на уровень лейкоцитов, чтобы определить, есть ли инфекция, и переходит к дальнейшему тестированию, чтобы увидеть фактическую причину. Симптомы одинаковы как для менингита, так и для асептического менингита, но тяжесть симптомов и лечение могут зависеть от конкретной причины.

## Этиология
По этиологии асептический менингит можно разделить на инфекционный и неинфекционный. В конечном счете, точную этиологию можно определить только в 30-65 % случаев, несмотря на все достижения в диагностике, достигнутые на сегодняшний день. Остальные случаи неизвестной этиологии помечаются как «идиопатические».
Что касается инфекционных причин, к ним относятся вирусы, бактерии, грибки и паразиты, причем наиболее распространенным агентом является вирус. Более половины случаев приходится на энтеровирусы (например, вирусы Коксаки), за которыми следуют вирус простого герпеса-2, вирус Западного Нила и ветряная оспа. Другие ассоциированные вирусы включают респираторные вирусы (аденовирус, вирус гриппа, риновирус), вирус эпидемического паротита, арбовирус, ВИЧ и лимфоцитарный хориоменингит.
Бактериальные, грибковые и паразитарные инфекции встречаются реже, чем вирусные. Бактериальные причины асептического менингита могут включать частично вылеченный менингит, параменингеальные инфекции (такие как эпидуральный абсцесс и мастоидит), Mycoplasma pneumoniae, эндокардит, Mycobacterium tuberculosis, Treponema pallidum и лептоспироз. Грибковые причины могут включать Candida, Cryptococcus neoformans, Histoplasma capsulatum, Coccidioides immitis и Blastomyces dermatitides. Паразиты, вызывающие асептический менингит, включают Toxoplasma gondii, наглерию, нейроцистицеркоз, трихинеллез и Hartmannella.
Этиологию неинфекционных причин асептического менингита можно разделить на три основные группы:
1. Системные заболевания с поражением мозговых оболочек (например, саркоидоз, болезнь Бехчета, синдром Шегрена, системная красная волчанка и гранулёматоз с полиангиитом)
2. Медикаментозный асептический менингит (чаще всего возникает при приеме нестероидных противовоспалительных препаратов (НПВП), антибиотиков (сульфамидов, пенициллинов), внутривенного иммуноглобулина и моноклональных антител)
3. Неопластический менингит (который может быть связан либо с метастазами рака, либо с лимфомой/лейкемией.

Также был описан асептический менингит, вторичный по отношению к некоторым вакцинам, таким как вакцина в первую очередь против кори, эпидемического паротита, краснухи, а также вакцина против ветряной оспы, вакцина против желтой лихорадки, вакцина против бешенства, вакцина против коклюша и вакцина против гриппа. Некоторые даже описывают его после прививки менингококковой вакциной.

## Эпидемиология
В целом ежегодная заболеваемость неизвестна из-за занижения данных. Это происходит в любом возрасте, но чаще встречается у детей, чем у взрослых. Считается, что общая заболеваемость составляет 11 на 100 000 человек в год в США, 7,5 на 100 000 взрослых, что в три раза чаще встречается у мужчин, чем у женщин, без каких-либо особых предпочтений по возрасту или расовым различиям. Заболевание является причиной от 26 000 до 42 000 госпитализаций в год в США. Кроме того, европейские исследования показали 70 на 100 000 детей в возрасте до одного года, 5,2 на 100 000 детей в возрасте от одного до четырнадцати лет и 7,6 на 100 000 у взрослых.
В исследовании, проведенном на детях в Южной Корее, возрастное распределение было относительно однородным, с более высокой заболеваемостью у детей в возрасте до одного года и в возрасте от 4 до 7 лет. Соотношение мужчин и женщин составляло 2 к 1. Хотя асептический менингит является круглогодичным заболеванием, у них отмечаются пиковые периоды года с более высокой заболеваемостью асептическим менингитом в летние месяцы в умеренном климате.

## Лечение
Раннее выявление наиболее вероятной причины менингита имеет решающее значение для скорейшего начала лечения. Необходима первоначальная стабилизация состояния пациента, и доказана эффективность внутривенного введения жидкости в течение 48 часов. При подозрении на бактериальный менингит рекомендуется незамедлительное начало эмпирической антибиотикотерапии. Тем не менее, если это задержит лечение или если пациент находится в критическом состоянии, противомикробные препараты должны быть на первом месте. При подозрении на ветряную оспу к эмпирическому лечению следует добавить внутривенный ацикловир.
Если результаты ЦСЖ более соответствуют асептическому менингиту, антибиотики следует отменить (с учетом исходного состояния пациента и его клинического состояния). Лечение вирусного менингита заключается в поддерживающей терапии.
Стероиды используются в качестве дополнительной терапии для уменьшения воспалительной реакции. Доказательства поддерживают использование дексаметазона за 10-20 минут до антибиотиков или одновременно с их введением, хотя этиология изначально неизвестна, пока ожидаются результаты посева. Было показано, что они уменьшают последствия (кратковременные неврологические последствия и потерю слуха), хотя это более верно в отношении бактериального менингита.
После установления диагноза асептического менингита пациента часто выписывают домой, за исключением пожилых людей, лиц с ослабленным иммунитетом и детей с плеоцитозом. При выписке больного потребности в домашнем уходе должны основываться на этиологии.
Поддерживающее лечение необходимо всем пациентам, включая обезболивание и контроль лихорадки с помощью жаропонижающих средств, таких как ацетаминофен/парацетамол и ибупрофен.

## Прогноз
Прогноз зависит от возраста пациента, а также от этиологии менингита. Вирусный менингит обычно является доброкачественным состоянием, и полное выздоровление обычно происходит через 5-14 дней у большинства пациентов с только усталостью и головокружением в качестве остаточных симптомов. Другие вирусы и невирусный менингит, включая вирусы герпеса, могут быть не такими безобидными. Туберкулезный менингит является особо опасным заболеванием с высокой заболеваемостью и смертностью, если его своевременно не диагностировать и не лечить.